# Tvåstad Cobras
Tvåstad Cobras var ett ishockeylag bildat genom ett samarbete mellan de västgötska klubbarna Vänersborgs HC och Trollhättans HC 2002. Första säsongen gick mycket bra och man avancerade som beräknat till division 1. Väl uppe i division 1 uteblev resultaten och laget lyckades endast vinna tre matcher i serien under säsongen. De uteblivna resultaten hade lett till att både publik och sponsorer tappat intresse och föreningen avstod på egen begäran att försöka kvala sig kvar i division 1. Strax efter säsongen meddelande man att laget skulle läggas ner. Ursprungsföreningarna återgick till att ha egna lag och började om i lägsta divisionen.